# Vitry-la-Ville

Vitry-la-Ville este o comună în departamentul Marne, Franța. În 2009 avea o populație de 368 de locuitori.